# Exopropacris mellita
Exopropacris mellita är en insektsart som först beskrevs av Karsch 1893.  Exopropacris mellita ingår i släktet Exopropacris och familjen gräshoppor. Inga underarter finns listade i Catalogue of Life.